# Holy Happy Family
「Holy Happy Family」（ホリー・ハッピー・ファミリー）は、加藤ミリヤの2作目のデジタルシングル。

## 概要
前作『ROMANCE』から約6ヶ月ぶりのシングル。配信規格でのリリースは、2008年にリリースされた『最後のI LOVE YOU Acoustic Ver.』以来10年ぶりとなる。
「Holy Happy Family」は、前シングルに収録されていた「Through your eyes」に続き、愛知県名古屋市に存在する衣料品チェーンストア『あかのれん』のローカル限定CFソングとして起用された。

## 収録曲
| 全作詞・作曲: Miliyah。 |                       |         |            |      |      |
| #                       | タイトル              | 作詞    | 作曲・編曲 | 編曲 | 時間 |
| 1.                      | 「Holy Happy Family」 | Miliyah | Miliyah    |      | 3:18 |

## タイアップ
| 曲名              | タイアップ                                             |
| ----------------- | ------------------------------------------------------ |
| Holy Happy Family | 衣料品チェーンストア『あかのれん』ローカル限定CFソング |